# Thomas Stelzer (Politiker)

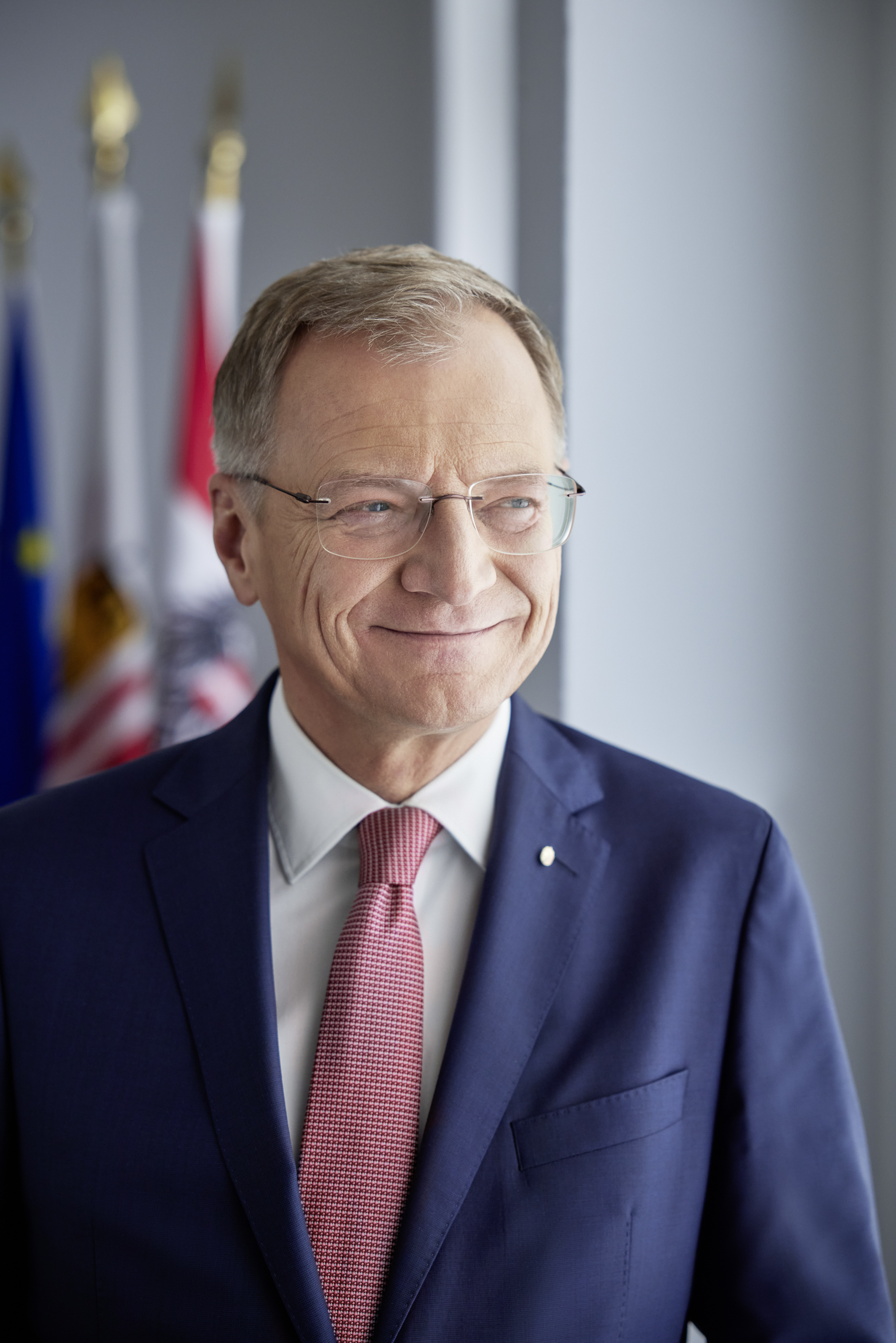
Thomas Stelzer (2024)

Thomas Stelzer (* 21. Februar 1967 in Linz) ist ein österreichischer Politiker (ÖVP) und seit dem 6. April 2017 der amtierende Landeshauptmann von Oberösterreich. Stelzer war von 1997 bis 2015 Abgeordneter zum Oberösterreichischen Landtag. Seit 1. April 2017 ist Stelzer Landesparteiobmann der Oberösterreichischen Volkspartei (OÖVP).

## Ausbildung und Beruf
Thomas Stelzer besuchte die Volksschule in Linz-Harbach. 1985 legte er im Kollegium Aloisianum die Matura ab und studierte nach dem Gymnasium bis 1990 Rechtswissenschaften an der Universität Linz (Mag. iur.). Während seiner Studentenzeit wurde er Mitglied der katholischen Studentenverbindung K.Ö.St.V. Severina im ÖCV. Des Weiteren ist er Ehrenmitglied einer K.Ö.H.V. Maximiliana Linz im ÖCV sowie der Schülerverbindungen K.Ö.St.V. Frankonia Linz, K.Ö.St.V. Nibelungia 1901 Linz, K.Ö.St.V. Siegfriedia Linz und der K.Ö.St.V. Lamberg Steyr im MKV. Nach der Ableistung des Präsenzdienstes arbeitete Stelzer von 1990 bis 1992 als Angestellter im Direktionssekretariat der Raiffeisenlandesbank Oberösterreich. Danach war er bis Dezember 1997 Mitarbeiter des Klubs der ÖVP-Landtagsabgeordneten. Anschließend war Stelzer bis 2001 als Beamter in der Bildungsabteilung des Amts der Oberösterreichischen Landesregierung tätig.

## Politik
Stelzer arbeitete ab 1986 in der Jungen ÖVP Oberösterreich mit und war ab 1989 Mitglied des Landesparteivorstands der Jungen ÖVP. Von 1992 bis 2001 fungierte Stelzer als Landesobmann der Jungen ÖVP.
Initialzündung für sein politisches Engagement war der Kampf gegen Atomkraft. Als JVP-Landesobmann initiierte er mehrere Proteste gegen den Bau des Atomkraftwerkes Temelìn. Sein erstes politisches Mandat nahm Stelzer zwischen dem 24. Oktober 1991 und dem 5. November 1997 im Linzer Gemeinderat wahr. Seit dem 31. Oktober 1997 vertritt er die ÖVP im Oberösterreichischen Landtag, und seit 18. Oktober 2001 ist Stelzer erneut Mitglied des Linzer Gemeinderats, wobei er von 23. Oktober 2003 bis 12. Jänner 2009 als Klubobmann der ÖVP-Gemeinderatsfraktion fungierte.
Stelzer war ab 2001 Landesparteisekretär-Stellvertreter und ab dem 23. Oktober 2003 Geschäftsführer der ÖVP Oberösterreich, ehe er am 12. Jänner 2009 zum Klubobmann des ÖVP-Landtagsklubs bestellt wurde. Diese Funktion bekleidete er bis 22. Oktober 2015.
Von 23. Oktober 2015 bis 6. April 2017 war er Landeshauptmann-Stellvertreter und Landesrat für Bildung, Jugend, Forschung und Personal in der Landesregierung Pühringer V.
Nach Ankündigung des Rücktritts von Landeshauptmann Josef Pühringer wurde Stelzer sowohl als designierter Landesparteiobmann der Oberösterreichischen Volkspartei (OÖVP) als auch als Landeshauptmann von Oberösterreich einstimmig nominiert. Beim OÖVP-Landesparteitag am 1. April 2017 wurde er mit 99,9 Prozent der Stimmen zum Landesparteiobmann gewählt. Der Oberösterreichische Landtag wählte Stelzer am 6. April 2017 mit 92,7 Prozent der Stimmen zum Nachfolger von Landeshauptmann Pühringer (Landesregierung Stelzer I). Am 7. April 2017 wurde Stelzer von Bundespräsident Alexander Van der Bellen offiziell zum Landeshauptmann von Oberösterreich angelobt.
Am 1. Juli 2017 wurde er zum Bundesparteiobmann-Stellvertreter der ÖVP gewählt.
Unter Stelzer als Landeshauptmann beschloss die ÖVP/FPÖ-Koalition in Oberösterreich im Juli 2017 als erstes Bundesland eine Schuldenbremse. Ausnahmen von der Regelung gelten bei Naturkatastrophen und Wirtschaftskrisen. Dementsprechend wurde für das Landesbudget 2018 ein Nulldefizit budgetiert. Es soll zu keiner weiteren Neuverschuldung kommen und erstmals seit 2002 auch Verbindlichkeiten zurückgezahlt werden können. Um das Nulldefizit zu erreichen, wurde u. a. ein zehnprozentiges Sparvorhaben in diversen Ressorts und die Erhöhung mancher Gebühren angekündigt.
In den Jahren 2017 bis 2019 wurde so mehr als eine halbe Milliarde Euro an Schulden abgebaut. Stelzers Null-Schulden-Politik wurde durch die Gesundheits- und Wirtschaftskrise unterbrochen. Er betont jedoch immer, dass sie nicht beendet sei.
Unter Stelzer wurde in der ÖVP/FPÖ-Koalition im Dezember 2020 der „Oberösterreich-Plan“ beschlossen. Der „Oberösterreich-Plan“ besteht aus Maßnahmen im Wert von 1,5 Milliarden Euro und soll die Wirtschaft nach der Corona-Krise wieder in Schwung bringen. Auf die Bereiche Infrastruktur und Gesundheitsversorgung entfallen die größten Teile des Budgets. Der Oberösterreich-Plan soll laut Studien eine gesamtwirtschaftliche Hebelwirkung von rund 4 Milliarden Euro bringen und rund 14.000 Arbeitsplätze schaffen und sichern.
Nach der Landtagswahl 2021 wurde die Landesregierung Stelzer II gebildet, am 23. Oktober 2021 wurde Thomas Stelzer in der konstituierenden Sitzung der XXIX. Gesetzgebungsperiode mit 41 von 55 abgegebenen Stimmen erneut zum Landeshauptmann gewählt.
Kurz später wurde unter Stelzer der „Oö. Zukunftsfonds“ für Klimaneutralität und Digitalisierung beschlossen mit dem ab 2023 jährlich 200 Millionen Euro bereitgestellt werden. Davon fließen u. a. 41 Millionen Euro in den Breitband-Ausbau oder 41,3 Millionen Euro in den Ausbau des öffentlichen Verkehrs.
Am 14. Oktober 2020 präsentierte Stelzer mit Bundeskanzler Sebastian Kurz, Wissenschaftsminister Heinz Fassmann und JKU-Rektor Meinhard Lukas den Plan für eine neue Technische Universität in Oberösterreich. Am 8. Juli 2022 hat der Nationalrat mit den Stimmen von ÖVP, Grünen und FPÖ das Gründungsgesetz für die Linzer Digital-Universität beschlossen. Unter dem Namen „Institute of Digital Sciences Austria“ soll ab dem Wintersemester 2023/24 der Lehr- und Forschungsbetrieb aufgenommen werden.
Im Zuge der Finanzausgleichsverhandlungen 2023 sagte Stelzer laut ORF: „‚Wir werden uns sicher im Interesse unserer Landsleute auf die Hinterbeine stellen, auch rechtliche Möglichkeiten ausschöpfen, wenn es nötig ist.‘ Er wünsche sich zwar nicht, ‚dass es zu diesem Rechtsstreit kommt, aber man muss es schon ernst nehmen‘.“ Nach dem Scheitern der Koalitionsverhandlungen zwischen FPÖ und ÖVP im Februar 2025 äußerte Stelzer, er „sei überhaupt nicht erfreut“ und machte FPÖ-Obmann Herbert Kickl für das Scheitern hauptverantwortlich. Kickl habe kein Interesse an einem Miteinander gehabt, sondern sei auf Demütigungen aus gewesen.

## Kritik

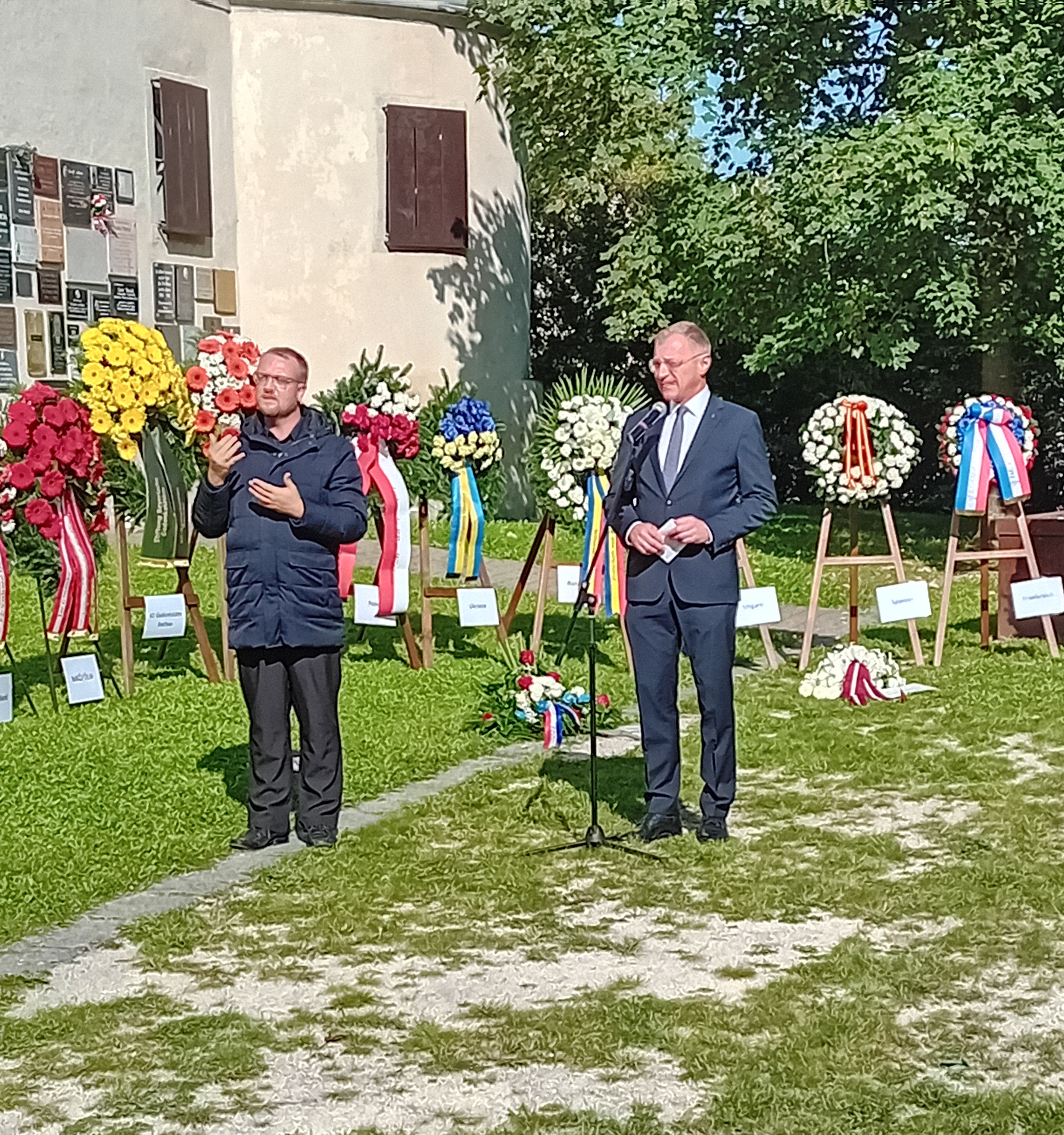
Thomas Stelzer bei einer Gedenkfeier in der ehemaligen Tötungsanstalt Hartheim am 1. Oktober 2023

In einem offenen Brief des Mauthausen Komitees Österreich, unterzeichnet von 91 Persönlichkeiten, darunter Literaturnobelpreisträger und KZ-Überlebende, wurde Thomas Stelzer im Jänner 2019 aufgefordert, rechtsextreme Straftaten und andere rechtsextreme Aktivitäten in Oberösterreich in seiner Rolle als Landeshauptmann wirksam zu bekämpfen. Kritisiert wurde unter anderem, dass Stelzer den Ehrenschutz für einen Ball übernahm, der von deutschnationalen Burschenschaften organisiert wird. Stelzer erwiderte, dass Oberösterreich viel gegen Rechtsextremismus getan hat und weiter tun wird. So habe man die Gräueltaten des NS-Regimes aufgearbeitet und gebe das auch an kommende Generationen weiter. Zudem sei die Zahl der Straftaten wieder rückläufig. Er lasse das Bundesland und auch die Menschen nicht in ein rechtes Eck stellen.

## Ehrungen und Auszeichnungen
- 2017: Aufnahme in die Bruderschaft von Santa Maria dell’Anima („Animabruderschaft“)
- 2018: Ehrenritter des habsburgischen St.-Georgs-Ordens[26]

## Privates
Thomas Stelzer ist verheiratet und hat zwei Kinder.